# Iujni (Korenovsk)
Iujni - Южный (rus) - és un khútor del krai de Krasnodar, a Rússia. És a 5 km al sud de Korenovsk i 54 km al nord-est de Krasnodar. Pertany a la ciutat de Korenovsk.